# Russikon
Russikon is een gemeente en plaats in het Zwitserse kanton Zürich, en maakt deel uit van het district Pfäffikon.
Russikon telt 3836 inwoners.